# La masseria delle allodole
La masseria delle allodole è un romanzo di Antonia Arslan, pubblicato da Rizzoli nel 2004, che tratta in larga parte del genocidio armeno. L'autrice narra la storia di un gruppo di armeni che vissero in Anatolia (attuale Turchia) vittime dei rastrellamenti organizzati dal governo turco.
Dal romanzo è stato tratto nel 2007 l'omonimo film dei fratelli Taviani.

## Storia editoriale
Il romanzo ha vinto il Premio Selezione Campiello, il Premio Giuseppe Berto per l'Opera Prima, il Premio Stresa di Narrativa nel 2004 e il Premio Letterario Internazionale "Alessandro Manzoni – Città Di Lecco" per il romanzo storico.

## Trama
Il libro è ambientato nel 1915 in Anatolia, allo scoppio della prima guerra mondiale. Si apre con una descrizione di una famiglia armena, gli Arslanian. Quando il capofamiglia Hamparzum muore, della famiglia si deve occupare il suo secondogenito Sempad, poiché il primogenito Yerwant si è trasferito in Italia giovanissimo, dove è diventato un medico molto ricco e apprezzato. La morte del padre fa rinascere in Yerwant la voglia di ritornare a vedere il paese natale, quindi inizia ad organizzare la rimpatriata per ritrovarsi con il fratello Sempad.
È ormai il maggio 1915, e l'ora del massacro si avvicina. Un giorno si presenta alla porta degli Arslanian Krikor, il medico, che racconta che tutti gli uomini sono convocati in prefettura nel pomeriggio, non si sa perché. Memori delle stragi del 1894-1896, Sempad e Krikor decidono che è più prudente rifugiarsi per una giornata alla Masseria delle Allodole. Mentre in città aumenta il panico, Shushanig, la moglie di Sempad, decide di raggiungere il marito alla Masseria delle Allodole insieme a tutta la sua famiglia e ad alcuni amici.
Un gruppo di soldati, aiutati da Nazim, si accorge però di questo spostamento, e raggiunge la Masseria delle Allodole. Sapendo la fine che è prevista per gli armeni e vedendo una casa così ricca (sperando quindi in un lauto bottino), il gruppo irrompe nella masseria e uccide tutti i maschi, compresi i bambini, tranne il piccolo Nubar, che portava un vestitino da femmina. Avvisato da alcune donne, arriva nella masseria anche il colonnello, amico di Sempad, che vedendo il massacro e non sapendo la vera fine che è ormai decisa per gli armeni, richiama duramente i soldati assassini. Le donne della famiglia Arslanian tornano nella loro casa cittadina, confortate da Ismene, una lamentatrice greca.
Intanto viene deciso che le donne armene rimaste devono andarsene dalla città, per venire accompagnate dai soldati in un posto non meglio precisato. Inizia così un viaggio terribile che porta il gruppo fino ad Aleppo, il cui scopo è in realtà ricavare tutta la ricchezza possibile dalle prigioniere e violentarle o ucciderle. Le sopravvissute, tra cui Shushanig e Azniv, sono seguite da Ismene, il mendicante Nazim e il prete greco Isacco con la moglie, che cercano un modo per aiutarle. Ad Aleppo riescono a trovare Zareh, fratello di Sempad e amico della moglie del console francese. Con l'aiuto di quest'ultima e corrompendo alcune guardie, i tre riescono a portar via Shushanig e i suoi figli ancora in vita (Arussiag, Henriette e il maschietto Nubar) e a nasconderli fino a che non potranno essere portati in Italia da Yerwant al sicuro. Azniv si fa uccidere, a un passo dalla liberazione, per permettere ai suoi nipotini di non essere scoperti mentre vengono fatti scappare.
Il romanzo si chiude, in un salto temporale, con la voce della narratrice: “Nessuno, paziente lettore, è più tornato nella piccola città”.

## Edizioni
- Antonia Arslan, La masseria delle allodole, Milano, Rizzoli, 2004, ISBN 88-17-00144-9.
- Antonia Arslan, La masseria delle allodole, Milano, BUR extra, 2007, ISBN 978-88-17-01633-9.
- Antonia Arslan, La masseria delle allodole, con DVD del film, Collana Senzafiltro, Rizzoli, 2010, ISBN 978-88-170-4302-1.
- Antonia Arslan, La masseria delle allodole, Collana Vintage, Rizzoli, 2015, ISBN 978-88-170-8076-7.
- Antonia Arslan, La masseria delle allodole, Prefazione dell'Autrice all'edizione del ventennale, Collana BUR Contemporanea, Rizzoli, 2024, ISBN 978-88-171-9344-3.